# صوم
الصيام في اللغة مطلق الإمساك عن الشيء، فإذا أمسك شخص عن الكلام، أو الطعام فلم يتكلم، ولم يأكل، فإنه يقال له في اللغة: صائم. ومؤنثه: صائمة.
وهو الامتناع الإرادي عن بعض أو كل أنواع الطعام، الشراب، أو كليهما، لفترة من الزمن. عادةً ما يُعرّف الصيام الجاف أو الصيام المطلق بأنه الامتناع عن تناول جميع الأطعمة والسوائل لفترة محددة، ليوم واحد أو عدة أيام. صيام الماء يشير إلى الامتناع عن تناول الطعام والشراب باستثناء الماء، ولكن قد يتم استهلاك القهوة السوداء والشاي. قد تكون أنواع الصيام الأخرى مقيدة جزئيًا، تُحدد الأطعمة أو المواد فقط، أو تكون على فترات متقطعة.
في السياق الفسيولوجي، قد يشير الصيام إلى الحالة الأيضية للشخص الذي لم يأكل بين عشية وضحاها، أو إلى الحالة الأيضية التي تحققت بعد الهضم الكامل وامتصاص الوجبة. العديد من التعديلات الأيضية تحدث أثناء الصيام. يتم استخدام بعض الاختبارات التشخيصية لتحديد حالة الصيام. على سبيل المثال، يفترض أن يكون الشخص صائمًا بعد مرور 8-12 ساعة على الوجبة الأخيرة. تبدأ التغيرات الأيضية لحالة الصيام بعد امتصاص الوجبة (عادة بعد 3-5 ساعات من تناول الطعام).
يُشير التشخيص السريع إلى الصيام لفترات طويلة من 8-12 ساعة (حسب العمر) أجريت تحت الملاحظة لتسهيل التحقيق في المضاعفات الصحية، عادًة نقص السكر في الدم. قد يصوم العديد من الأشخاص أيضًا كجزء من إجراء طبي أو إجراء فحص طبي، مثل إجراء تنظير للقولون أو إجراء جراحة. قد يكون الصوم أيضًا جزءًا من طقس ديني.

## الصيام في المسيحية
الصيام في المسيحية هي فترة انقطاع عن الشهوات الجسدية (الطعام) والشهوات الروحية (الأعمال السيئة) ويتم التركيز على الجزء الثاني بشكل أكبر من الجزء الأول.
وللصيام في المسيحية أقسام عدة بعضها موحدة بين الطوائف وأخرى خاصة ببعض الطوائف أو المدن.

## الصيام في الإسلام
معناه في اصطلاح الشرع هو الإمساك عن المفطرات من طلوع الفجر، إلى غروب الشمس، مع نية التقرّب من الله بالشروط التي وضعها الشرع، وهذا التعريف متفق عليه بين الحنفية؛ والحنابلة، أما المالكية والشافعية فإنهم يزيدون في آخره كلمة «بنيّة» فالنية محل خلاف.
فرض الله الصوم على المسلمين في شهر رمضان من السنة الثانية للهجرة وقد ثبتت فرضيته بالكتاب والسنة، وإجماع الأمة. وقيل أن الأمر بفرضه نزل في شهر شعبان من السنة الهجرية الثانية.
فثبوته بالكتاب يتجلى فيما ورد في القرآن في سورة البقرة: ﴿يَا أَيُّهَا الَّذِينَ آمَنُوا كُتِبَ عَلَيْكُمُ الصِّيَامُ كَمَا كُتِبَ عَلَى الَّذِينَ مِنْ قَبْلِكُمْ لَعَلَّكُمْ تَتَّقُونَ ۝١٨٣﴾.
وأما ثبوته في السنة النبوية فيتجلى في حديث عن «أبي هريرة» أن النبي محمد عرّف الإسلام: «بأن تعبد الله ولا تشرك به شيئا وتقيم الصلاة المكتوبة وتؤتي الزكاة المفروضة وتصوم رمضان وتحج بيت الله».
فهو واجب على كل مسلم بالغ عاقل ويستثنى من ذلك المريض والمسافر على أن يقضوا ما فاتهم لاحقا.

## الأعراض الصحية

### التطبيق الطبي
يُمارس الصوم دائما قبل الجراحة أو غيرها من الإجراءات التي تتطلب التخدير العام بسبب مخاطر شفط رئوي محتويات المعدة بعد التخدير (أي القيء واستنشاق القيء، مما يُسبب الالتهاب الرئوي التنفسي المهدد للحياة). بالإضافة إلى ذلك، تتطلب بعض الفحوصات الطبية، مثل اختبار الكوليسترول (الدهون) أو بعض قياسات الجلوكوز في الدم الصيام لعدة ساعات حتى يمكن إنشاء خط الأساس. في حالة وجود لوحة للدهون، فإن الفشل في الصيام لمدة 12 ساعة كاملة (بما في ذلك الفيتامينات) سيضمن قياسًا مرتفعًا للدهون الثلاثية.

### مرض السرطان
الصيام أو تقييد السعرات الحرارية المتقطعة قد يؤثر على السرطان وتطور الورم، ولكن لا تُستخدم حاليا كشكل من أشكال علاج السرطان. في عام 2011، أوصت جمعية السرطان الأمريكية بأن الأشخاص الذين يخضعون للعلاج الكيميائي يزيدون من تناول البروتين والسعرات الحرارية، ولكنهم قدموا أدلة على أن فترة الصيام قصيرة الأجل قد تكون لها فوائد أثناء العلاج الكيميائي. لا ينصح الصيام المزمن للأشخاص الذين يعانون من السرطان في خطر لفقدان الوزن أو نظام المناعة المكبوت.

### الصحة النفسية
في إحدى المراجعات، الصيام يحسن اليقظة، والمزاج، والمشاعر الذاتية للرفاه، وربما يُحسن من أعراض الاكتئاب الكلية.

### خسارة الوزن
على الرغم من أن الصيام لفترات أقصر من 24 ساعة، والمعروفة بأسم الصيام المتقطع، قد ثبت أنها فعالة لفقدان الوزن لدى البدناء والبالغين الأصحاء وللحفاظ على كتلة الجسم النحيل، بعض الباحثين يجادلون بأن استخدام الصيام لإنقاص الوزن غير ضروري.

## أعراض جانبية
وقد قيل أن الصيام يجعل الشخص أكثر تقديرًا للطعام.
في حالات نادرة، يمكن أن يؤدي الصيام إلى متلازمة إعادة التغذية.

## اقرأ أيضًا
- الامتناع عن الملذات
- صيام الدوبامين